# Motō Kimura
Motō Kimura (木村資生 Kimura Motō?,  13 de noviembre de 1924 - 13 de noviembre de 1994) fue un biólogo matemático japonés. Desarrolló sus investigaciones en el campo de la genética de poblaciones, siendo célebre por desarrollar la teoría neutralista de la evolución molecular en 1968 en colaboración con Tomoko Ohta. Es recordado en genética por su uso innovador de ecuaciones de difusión para calcular la probabilidad de fijación de alelos beneficiosos, deletéreos o neutrales.  Combinando la genética poblacional teórica con datos de evolución molecular , también desarrolló la teoría neutralista de la evolución molecular en la que la deriva genética es la principal fuerza que cambia las frecuencias de los alelos.  Junto con Gustave Malécot, Kimura es considerado uno de los grandes genetistas evolutivos, después del gran trío de la síntesis moderna, Ronald Fisher, JBS Haldane y Sewall Wright.

## Biografía
Kimura nació el 13 de noviembre de 1924 en Okazaki, Prefectura de Aichi. Desde muy joven se interesó mucho por la botánica, aunque también destacaba en matemáticas (se enseñó a sí mismo geometría y otras matemáticas durante una larga convalecencia debida a una intoxicación alimentaria). Tras ingresar en un instituto selectivo de Nagoya, Kimura se centró en la morfología y citología de las plantas; trabajó en el laboratorio de M. Kumazawa estudiando la estructura cromosómica de las lirios. Con Kumazawa descubrió también cómo conectar sus intereses por la botánica y las matemáticas: biometría
Debido a la Segunda Guerra Mundial, Kimura abandonó prematuramente el instituto para ingresar en la Universidad Imperial de Kioto en 1944. Siguiendo el consejo del destacado genetista Hitoshi Kihara, Kimura ingresó en la carrera de botánica en lugar de en la de citología porque la primera, en la Facultad de Ciencias y no en la de Agricultura, le permitía evitar el servicio militar. Se incorporó al laboratorio de Kihara después de la guerra, donde estudió la introducción de cromosomas extraños en las plantas y aprendió los fundamentos de la genética de poblaciones.

## Trayectoria
En 1949, Kimura se incorporó al Instituto Nacional de Genética de Mishima (Shizuoka). En 1953 publicó su primer artículo sobre genética de poblaciones (que acabaría siendo muy influyente), en el que describía un modelo de «trampolín» para la estructura de la población que podía tratar patrones de migración más complejos que el anterior «modelo de isla» de Sewall Wright. Tras conocer al genetista estadounidense Duncan McDonald (que formaba parte de la Comisión de Víctimas de la Bomba Atómica), Kimura organizó su ingreso en la escuela de posgrado de Iowa State College en el verano de 1953 para estudiar con Jay Laurence Lush.
Kimura pronto se dio cuenta de que el Iowa State College era demasiado restrictivo; se trasladó a la Universidad de Wisconsin para trabajar en modelos estocásticos con James Franklin Crow y unirse a una sólida comunidad intelectual de genetistas afines, entre los que se encontraban Newton Morton y, sobre todo, Sewall Wright. Casi al final de sus estudios de posgrado, Kimura presentó una ponencia en el Cold Spring Harbor Symposium de 1955; aunque pocos fueron capaces de entenderla (tanto por la complejidad matemática como por la pronunciación inglesa de Kimura), recibió grandes elogios de Wright y, más tarde, de J.B.S. Haldane.
Sus logros en Wisconsin incluyeron un modelo general para la deriva genética, que podía acomodar múltiples alelos, selección, migración y mutaciones, así como algunos trabajos basados en el teorema fundamental de la selección natural de R.A. Fisher. También se basó en el trabajo de Wright con la ecuación de Fokker-Planck introduciendo la ecuación diferencial hacia atrás de Kolmogorov en la genética de poblaciones, lo que permite calcular la probabilidad de que un alelo se convierta en fijado en una población. Se doctoró en 1956, antes de regresar a Japón (donde permanecería el resto de su vida, en el Instituto Nacional de Genética).
Kimura trabajó en un amplio espectro de problemas teóricos de genética de poblaciones, muchos de ellos en colaboración con Takeo Maruyama. Introdujo el modelo de mutación de «alelos infinitos», el de «sitios infinitos» y el de «escalonada», todos los cuales se utilizarían ampliamente a medida que el campo de la evolución molecular crecía junto con el número de péptido y secuencia genética disponibles. El modelo de mutación escalonada es un «modelo de escalera» que puede aplicarse a estudios de electroforesis en los que proteínas homólogas difieren en unidades enteras de carga. Una primera exposición de su enfoque se publicó en 1960, en su Introducción a la genética de poblaciones. También contribuyó con un importante artículo de revisión sobre la controversia en curso acerca de la carga genética en 1961.
1968 marcó un punto de inflexión en la carrera de Kimura. En ese año introdujo la teoría neutral de la evolución molecular, la idea de que, a nivel molecular, la gran mayoría de los cambios genéticos son neutrales con respecto a la selección natural— haciendo de la deriva genética un factor primordial en la evolución. El campo de la biología molecular se estaba expandiendo rápidamente, y había una tensión creciente entre los defensores del campo reduccionista en expansión y los científicos de la biología organísmica, el dominio tradicional de la evolución. La teoría neutral fue inmediatamente controvertida, recibiendo el apoyo de muchos biólogos moleculares y atrayendo la oposición de muchos biólogos evolutivos.
Kimura pasó el resto de su vida desarrollando y defendiendo la teoría neutral. En palabras de James Crow, «gran parte de los primeros trabajos de Kimura resultaron ser preadaptados para su uso en el estudio cuantitativo de la evolución neutra». A medida que se fue disponiendo de nuevas técnicas experimentales y conocimientos genéticos, Kimura amplió el alcance de la teoría neutra y creó métodos matemáticos para contrastarla con las pruebas disponibles.  Kimura produjo una monografía sobre la teoría neutral en 1983, La teoría neutral de la evolución molecular', y también trabajó para promover la teoría a través de escritos populares como Mi opinión sobre la evolución, un libro que se convirtió en un éxito de ventas en Japón.
Aunque difícil de contrastar con hipótesis alternativas centradas en la selección, la teoría neutral ha pasado a formar parte de los enfoques modernos de la evolución molecular.
En 1992, Kimura recibió la Medalla Darwin de la Royal Society, y al año siguiente fue nombrado Miembro extranjero de la Royal Society.
Kimura sufrió un debilitamiento progresivo causado por la esclerosis lateral amiotrófica más tarde en su vida. En una caída accidental en su casa de Shizuoka, Japón, Kimura se golpeó la cabeza y murió el 13 de noviembre de 1994 de una hemorragia cerebral. Estaba casado con Hiroko Kimura. Tuvieron un hijo, Akio, y una nieta, Hanako.

## Premios y reconocimientos
- 1959 - Premio de la Sociedad de Genética de Japón[5]
- 1965 - Premio Weldon Memorial, Oxford[5]
- 1968 - Premio de la Academia Japonesa[5]
- 1973 - Miembro extranjero de la Academia Nacional de Ciencias de EE. UU..
- 1976 - Persona de Mérito Cultural
- 1976 - Orden de la Cultura[5]
- 1982 - Miembro de la Academia Japonesa
- 1986 - Chevalier de l'Ordre Nationale de Merite[5]
- 1986 - Premio Asahi[5]
- 1987 - Premio John J. Carty de la Academia Nacional de Ciencias en biología evolutiva[23]
- 1988 - Premio Internacional de Biología
- 1992 - Medalla Darwin[7][24]
- 1993 - Miembro extranjero de la Royal Society